# Colcannon

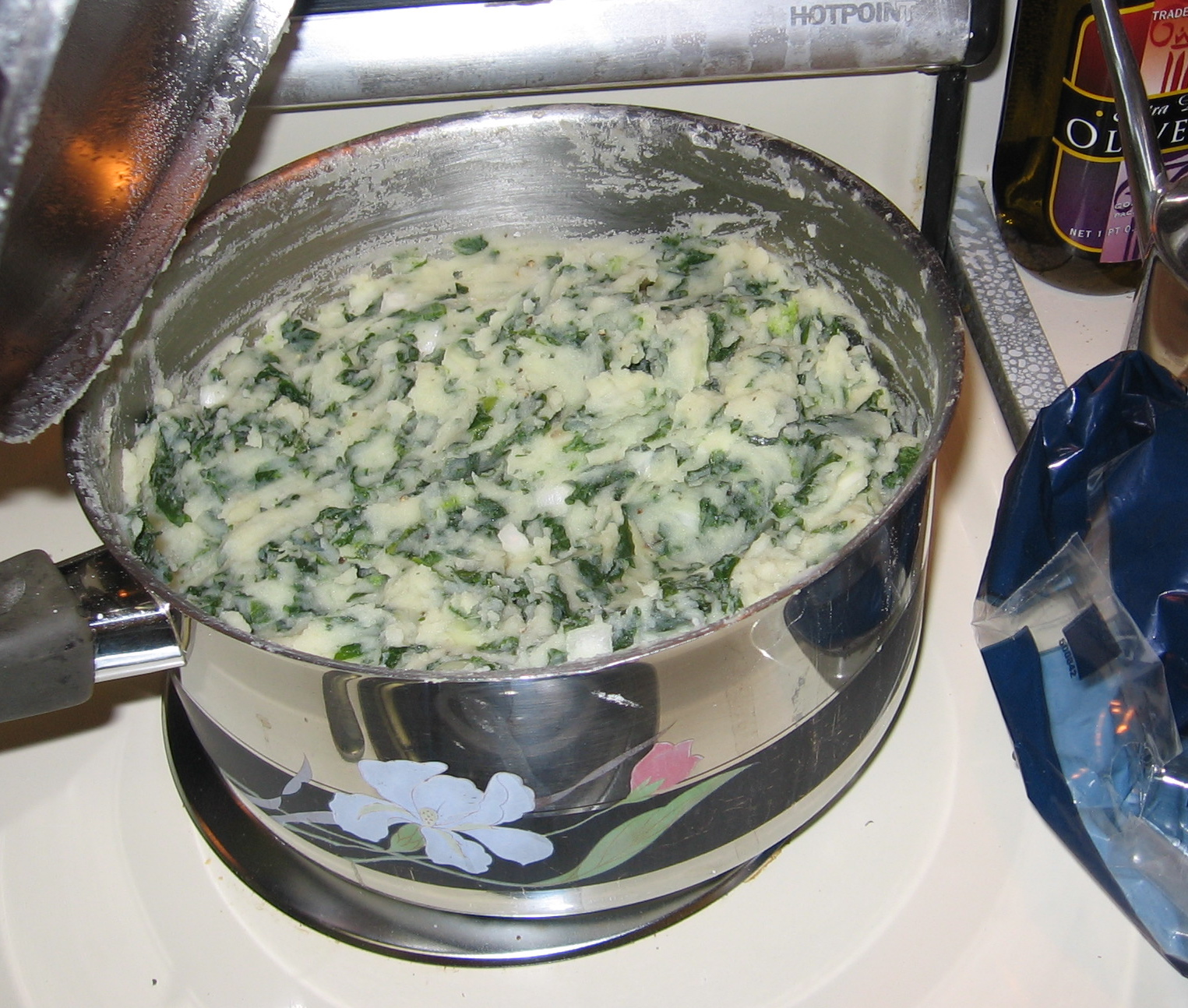
Colcannon

Colcannon (irisch cál ceannann, weißköpfiger Kohl) ist ein traditioneller irischer und westschottischer Eintopf aus Kartoffeln, Grünkohl oder Weißkohl, Salz und Pfeffer. Außerdem kommen noch Frühlingszwiebeln, Milch und Butter hinzu. Früher wurde Colcannon zwar als Hauptgericht gekocht, heute ist es jedoch eher eine Beilage, meist zu Fleischgerichten.

## Ähnliche Gerichte
- Bubble and Squeak
- Rumbledethumps